# Johan Lindegren
Johan Lindegren, född 7 januari 1842 i Ullareds socken, död  8 juni 1908 i Stockholm, var en svensk tonsättare och musikteoretiker. Han var farfar till poeten Erik Lindegren.
Johan Lindegren (enligt dopboken namngiven Johannes efter sin farfar) var son till bonden Andreas Johansson från Kullen i Ullared och hans hustru Inger Lena Carlsdotter. Hans musikaliska begåvning uppenbarades i unga år. Sina första orgellektioner fick han av pastoratets komminister B. A. Törnblom. Trots att fadern motsatte sig det, drev Törnblom igenom att ynglingen skulle få studera för organisten Holmdahl i Skällinge. År 1860 fortsatte studierna vid Musikkonservatoriet, i piano, violin och teori. Han anställdes 1865 vid Kungliga teatern som korist, och blev repetitör där 1874. Två år senare blev han lärare i kontrapunktik vid konservatoriet. År 1881 blev han sånglärare vid Jakobs läroverk och 1885 kantor i  Storkyrkan i Stockholm.
Lindegren var medlem av 1895 års kommitté för kyrkohandboksmusiken. År 1903 blev han invald i Kungliga Musikaliska Akademien. Några av hans elever var Helena Munktell, Natanael Berg och Hugo Alfvén. 
Några av Lindegrens tonsättningar förekommer i de svenska psalmböckerna 1921 och troligen 1937, men finns inte medtagna i Den svenska psalmboken 1986. Han har även komponerat pianostycken, en stråkkvintett i F-dur, en sonat i h-moll, en fuga, samt en elegie in memoriam till operasångaren Oscar Arnoldson. Hans kompositioner utmärks av polyfona strukturer, samt en strävan efter en mer äkta rytmik och en gränsöverskridande harmonik.
Lindegren gifte sig 1880 med Josefina Grönberg.

## Verklista

### Kammarmusik
- Kvintett i F-dur för 2 violiner, 2 violor, 1 violoncell (tryckt 1909)

### Pianoverk
- Fuga uti fri stil (tryckt 1866.)
- Stor sonat (”canon”) op. 2, (tryckt 1867.)
- Miniatyrbilder (Necken, Svensk Musiktidning nr 3, vol. 1, 1880)
  - 1. Ballad
  - 2. Vid en blommas graf.
- Till allra kärestan. Salongsstycke. Necken. Svensk Musiktidning, vol. 1, nr 4, 1880)
- Polarfararnes vals (Necken. Svensk Musiktidning, vol. 1, nr 6, 1880)
- Serenad (Necken. Svensk Musiktidning, vol. 1, nr 7, 1880.)
- Små lätta pianostycken. (Necken. Svensk Musiktidning, vol. 1, nr 7, 1880) 
  - II. Sorg i rosenrödt
  - III. Mazurka.
- Meditationer I och II. (Necken. Svensk Musiktidning, vol. 1, nr 23, 1880.)
- Fest-Marsch komponerad för orkester. Arrangement för piano och fyra händer. Till Vegas hjeltar (orkesterversionen förkommen eller aldrig utförd, 1880)
- Elegi vid Oscar Arnoldsons frånfälle (1881.)
- Fantasie-Polonaise (tryckt 1892.)
- Kanon-Rhapsodie (tryckt 1898)

### Orgelverk
- Melodi för orgel eller piano. (Tidning för kyrkomusik, vol. 1, nr 1, 1881.)
- Fuga över Agnus Dei. (Urania, musik för kyrkan skolan och hemmet, 1882,bilaga till Tidning för kyrkomusik)
- Melodi för orgel eller piano. (Tidning för kyrkomusik, vol. 1, nr 7, 1881)
- Melodi för orgel eller piano. (Tidning för kyrkomusik, vol. 2, nr 1, 1882.)
- Lätta choralförspel. (Urania, musik för kyrkan skolan och hemmet, 1882)

### Sånger
- Som i ungdomens år, för röst och piano (1876)
- Liljan i dalen, för röst och piano (Necken. Svensk Musiktidning nr 23, vol. 1, 1880.)

Körverk
- Din spira, Jesu, sträckes ut, för SATB (Necken, Svensk Musiktidning, vol. 1, nr 15, 1880)

Motett, Jordens oro viker för den fröjd som varar, för SAATB (J.O. Wallin). Tidning för kyrkomusik, vol. 1, nr 2, 1881.
- O Gud, vem skall jag klaga, för SATB (Tidning för kyrkomusik, vol. 2, nr 10, 1882.)
- Nya Choralmelodier. (Urania, musik för kyrkan skolan och hemmet, 1882, bilaga till Tidning för kyrkomusik).
- Ur  Musiken till Svenska Mässan (1897.)
  - Kyrie. Herre, förbarma Dig, för SSATB
  - Laudamus. Vi prisa Dig, för SATBB
  - Laudamus. Vi prisa Dig, för SATBB och orgel
  - Laudamus. Vi prisa Dig, för SSATB och orgel
  - Laudamus. Vi prisa Dig, för SSA
  - Laudamus. Vi prisa Dig, för TTBB
  - Credo. Vi tro på en allsmäktig Gud, för SSATB
  - Credo. Vi tro på en allsmäktig Gud, för SATBB
  - Sanctus. Helig, Helig, Helig, för SATB
  - Agnus Dei. O Guds Lamm, för SATB
- Väktare på Sions murar, för SATB (Musica Sacra, vol. 2, 1915)
- Sörj för mig, o Fader kär!, för SATB (Svenska psalmboken n:o 592).

## Psalmer i psalmbok
- Bryt allt hos mig, o Jesus, neder (nr 286 i Svenska Missionsförbundets sångbok 1920. Finns på Wikisource.
- Vi följt i dag med heta tårar (1819 nr 95) tonsatt 1882 i ny tonsättning till 1921 års utgivning av 1819 års psalmer.